# Энопид Хиосский
Энопид Хиосский (др.-греч. Οινοπίδης ο Χίος, середина V в. до н. э.) — древнегреческий математик и астроном. Родился на Хиосе, жил в основном в Афинах.
В астрономии Энопиду приписывается открытие наклона зодиакального круга и разработка некоего календаря с циклом в 59 лет.
С именем Энопида связано разделение геометрических предложений на теоремы и задачи на построение. Считается, что Энопид первым стал решать задачи на построение с помощью циркуля и линейки. В частности, он специально поставил и решил задачу о проведении перпендикуляра к данной прямой, проходящего через данную точку, а также задачу о построении угла, равного данному.
Сочинения, написанные рукой автора, до наших дней не дошли.